# Драйчичи
Драйчичи (серб. Драјчићи / Drajčići; алб. Drajçiq) — село в южной Метохии. Относится к общине Призрен Призренского округа как по административно-территориальному делению автономного края Косово и Метохия (в составе Сербии), так и по административно-территориальному делению частично признанной Республики Косово.

## Общие сведения
Численность населения по данным на 2011 год — 115 человек (из них мужчин — 70, женщин — 81).
Село Драйчичи расположено в исторической области Средска Жупа, большинство жителей села — представители исламизированной южнославянской этнической группы средчан (жуплян), относящие себя в основном к боснийскому этносу — в переписи 2011 года 95 человек указали своей национальностью боснийскую, 28 человек — албанскую, 26 — сербскую. В качестве родного языка жители села Драйчичи указали боснийский (120 человек, включая часть этнических албанцев), сербский (26 человек) и албанский (5 человек). Гражданами Косова согласно переписи 2011 года является абсолютное большинство жителей села — 150 человек. Бо́льшая часть жителей села Драйчичи — мусульмане (125 человек), меньшая — православные христиане (26 человек).
Динамика численности населения в селе Драйчичи с 1948 по 2011 годы:
| Численность населения | Численность населения | Численность населения | Численность населения | Численность населения | Численность населения | Численность населения |
| 1948                  | 1953                  | 1961                  | 1971                  | 1981                  | 1991                  | 2011                  |
| --------------------- | --------------------- | --------------------- | --------------------- | --------------------- | --------------------- | --------------------- |
| 554                   | 538                   | 496                   | 493                   | 365                   | 279                   | 151                   |

Школа в Драйчичи, построенная в 1904 году, в настоящее время закрыта.

## Географическое положение
Село Драйчичи расположено на северных склонах горного массива Шар-Планина. Ближе всего к селу Драйчичи располагается албанское село Мушниково (приблизительно в двух километрах к северо-востоку), средчанское село Верхнее Любине (в двух километрах к юго-западу) и сербское село Средска (в двух километрах к северо-западу).

## Церковь Николая Чудотворца
В селе Драйчичи расположена церковь Николая Чудотворца, построенная в конце XVI века, с сохранившимися фресками, иконостасом и алтарём, датированными XVI—XVII веками.